# Trebouxiophyceae
Trebouxiophyceae, razred zelenih algi. Sasatoji se od nekoliko redova s 940 vrsta u 6 imenovanih redova, plus incertae sedis. najveći je Chlorellales, a ime dolsazi po rodu Trebouxia.

## Redovi
1. Chlorellales Bold & M.J.Wynne 548
2. Microthamniales M.Melkonian    7
3. Phyllosiphonales F.E. Round    2
4. Prasiolales Schaffner    125
5. Trebouxiales Friedl   100
6. Trebouxiophyceae ordo incertae sedis 105
7. Watanabeales Shuyin Li, Benwen Liu, Huan Zhu, Zhengyu Hu & Guoxiang Liu 53